# ويب 2.0
ويب 2.0 هو مصطلح يشير إلى مجموعة من التقنيات الجديدة والتطبيقات الشبكية التي أدت إلى تغيير سلوك الشبكة العالمية «إنترنت».
كلمة "web 2.0" سُمعت لأول مره في دورة نقاش بين شركة أوريلي ميديا الإعلامية المعروفة، ومجموعة ميديا لايف (MediaLive) الدولية لتكنولوجيا المعلومات في مؤتمر تطوير ويب الذي عُقد في سان فرانسيسكو في 2003 . الكلمة ذكرها نائب رئيس شركة أورلي، دايل دويرتي (أوريلي ميديا) في محاضرة الدورة للتعبير عن مفهوم جيل جديد للشبكة العالمية.
منذ ذلك الحين، اُعتبر كل ما هو جديد وشعبي على الشبكة العالمية جُزءًا من «ويب 2.0». ولهذا السبب، فإنه، حتى الآن، لا يوجد تعريف دقيق لـ «ويب 2.0».
ويب 2.0 هو ببساطة (تطبيقات - معتمدة على الشبكة العالمية) تحمل عددًا من الخصائص التي تميزها عن «ويب 1.0». هذه الخصائص يمكن أن تُلَخَّص في الآتي:
1. السماح للمستخدمين باستخدام برامج تعتمد على المتصفح (الموقع) فقط. لذلك فهؤلاء المستخدمين يستطيعون امتلاك قاعدة بيناتهم الخاصة على الموقع بالإضافة إلى القدرة على التحكم بها.
2. السماح للمستخدمين بإضافة قيم لتلك (البرنامج المعتمدة على المتصفح).
3. السماح للمستخدمين بالتعبير عن أنفسهم، واهتماماتهم وثقافتهم.
4. تقليد تجربة المستخدمين مع أنظمة التشغيل المكتبية من خلال تزويدهم بميزات وتطبيقات مشابهة لبيئتهم في الحاسوب الشخصي.
5. تزويد المستخدمين بأنظمة تفاعلية تسمح بمشاركتهم في تفاعل اجتماعي.
6. السماح للمستخدمين بتعديل قواعد البيانات من خلال إضافة أو تعديل أو حذف المعلومات.
7. امكانية تصنيف أو توصيف المحتوى أي فرز المحتويات وتبويبها للرجوع إليها لاحقا

## مقدمة
قبل ظهور مصطلح ويب 2.0، كان هناك ما يُسمى ويب 1.0 وويب 1.5. ويب 1.0 يتضمن صفحات لغة ترميز النص الفائق ثابتة (static) ونادرًا ما حُدِّثت. بعد ذلك جاءت ويب 1.5، وهي عبارة عن “ويب الديناميكية” والتي تكون فيها صفحات شبكة الإنترنت تُنشأ فورًا من محتويات قواعد البيانات باستخدام نظم إدارة المحتويات. ويب 2.0 هي أكثر من مجرد صفحات ويب ديناميكية، فهي تمثل شبكة اجتماعية وذات اعتمادية أكبر على المستخدمين، والمستخدمين هنا هم مستخدمي خدمات ويب الجديدة المتطورة والتي أنشأها خبراء الشبكة. وتعريف الموقع في ويب 2.0 هو موقعٌ بُني باستخدام عدد من تكنولوجيات ويب 2.0 الحديثة. أربعة أمثلة من هذه التكنولوجيات هي الخلاصات آر إس إس

تعريف ويب 2.0 بالـ الخرائط الذهنية (بواسطة Markus Angermeier في 11 نوفمبر 2005)

## تطبيقات الويب 2.0
من خلال اجتماع مؤتمر تطوير ويب المذكور، حاول الخبراء في الطرفين الوصول إلى معايير محدده يمكن من خلالها تقسيم المواقع إلى مواقع ويب 1.0 التقليدية ومواقع ويب 2.0 الجيل الجديد من المواقع. وفي بداية هذا الاجتماع قاموا بضرب أمثلة على مواقع من ويب 1.0 وما يقابلها بالفكرة من المواقع التي يصنفونها (لا إراديا إن صح التعبير) كمواقع من ويب 2.0. كمرحلة أولى خرج المتحاورون
ومن التطبيقات التي يقدمها الويب ما يلي:
1. الويكي
الWIKI هو موقع ويب يتيح لعدة مستخدمين عبر الإنترنت التعاون في إضافة أو حذف أو تحرير محتوى، كما يتيح الربط بين أي عدد من الصفحات، وبما أنه أداة للعمل التعاوني وفضاء للمناقشة، فإنه يوفر إمكانية بناء تدريجي للمساهمات، والتي تعطي محتوى مهيكلا ومنظما. ويستخدم الويكي لتسهيل الكتابة المشتركة للوثائق مع حد أدنى من القيود.
وتعد الويكي إحدى البرمجيات الاجتماعية التي انتشرت بسرعة، وكان لها أثر في طريقة تبادل المعرفة ومشاركتها عبر الشبكات. فقد انطلقت الويكي في عام 1995م على يد وارد كوننجهام Ward Cunningham بإنشاء أول موقع ويكي وهو WikiWikiWeb والذي شكل مجتمعاً متعاوناً مفتوحاً للجميع، حيث يستخدم هذا المحرر لإنشاء محتوى إلكتروني على الويب مباشرة وبشكل تشاركي.
ومصطلح Wiki تعني بلغة شعب جزر هاواي الأصليين: بسرعة أو أسرع، وقد استخدمت هذه الكلمة لهذا النوع من أنظمة إدارة المحتوى للدلالة على السرعة والسهولة في إنشاء وتعديل محتويات المواقع بوساطة الزوار للموقع.
ويعتبر موقع موسوعة ويكيبيديا الحرة المفتوحة متعددة اللغات أشهر تطبيقات برنامج الويكي.
2. الشبكات الاجتماعية
هي مجموعة من المواقع على شبكة الإنترنت ظهرت مع الجيل الثانى للويب 2.0 تتيح التواصل بين الأفراد في بنية مجتمع افتراضى، يجمع بين أفرادها اهتمام مشترك أو شبه انتماء (بلد - مدرسة - جامعة - شركة... الخ) يتم التواصل بينهم من خلال الرسائل، أو الاطلاع على الملفات الشخصية، ومعرفة أخبارهم ومعلوماتهم التي يتيحونها للعرض. وهي وسيلة فعالة للتواصل الاجتماعى بين الأفراد، سواء كانوا أصدقاء نعرفهم في الواقع، أو أصدقاء تم التعرف عليهم من خلال السياقات الافتراضية.
تتيح الشبكات الاجتماعية لأعضاء موقع معين معرفة المزيد عن مهارات أعضاء آخرين ومواهبهم ومعرفتهم وما يفضلونه، فهي مواقف تهدف إلى خلق مجتمعات. ويمكن إنشاء شبكات اجتماعية للجهات والمؤسسات المختلفة لتجمع الأفراد تحت مظلتها، ومن مواقع الشبكات الاجتماعية الشهيرة لدينا FACEBOOK وInstagram ….
3.. 	المدونات
أو الـ Blog عبارة عن صفحة عنكبوتية تظهر عليها تدوينات (مدخلات) مؤرخة ومرتبة ترتيبا زمنيا تصاعديا، تصاحبها آلية لأرشفة المدخلات القديمة، ويكون لكل مدخل عنوان إلكتروني دائم لا يتغير منذ لحظة نشره على الشبكة، حيث يمكن للمستفيد الرجوع إلى تدوينة معينة في وقت لاحق عندما لا تعد متاحة في الصفحة الأولى للمدونة
وقد يتضمن المحتوى –الذي غالبا ما يكون نصيا – روابط تشعبية وعناصر وسائط متعددة، وقد يتضمن معلومات شخصية أو مهنية أو أكاديمية وتسمح معظم تطبيقات المدونات بأرشفة المحتوى، والقدرة على البحث بين المقالات وإتاحة الفرصة للقراء لإبداء التعليقات ومن أشهر المواقع موقع Blogger المقدم من طرف Google .
4. التدوين السريع 
أو ما يعرف بالتدوين المصغر (Micro Blogging) هو فن مشتق من التدوين ولكنه يختلف عن التدوين العادي بأنه لا يسمح إلا بعدد محدود من المدخلات، إذ يقتصر التدوين في هذا النوع المصغر على إرسال رسائل أو تحديثات بحد أقصى 140 حرف فقط للرسالة الواحدة، وبشكل أكثر تلخيصاً يمكن أن نقول أن التدوين المصغر عبارة عن تحديثات كتابية تصف الأحداث التي تعاصرها في يومك وعلى مدار الساعة.
وتعتمد تقنية التدوين المصغر على منح كل شخص القدرة على كتابة تدوينة لا تتعدى 140 حرفاً ونشرها للمهتمين والمتابعين؛ حيث تصلهم هذه التدوينة إما على شكل رسائل نصية للجوال أو على شكل بريد إلكتروني أو على شكل رسالة في برنامج للتراسل الفوري أو باستخدام برامج خاصة، إضافة إلى الموقع نفسه على الشبكة العنكبوتية. ويمكن اعتبار خدمة التدوين المصغر كبديل للبريد الإلكتروني وبرامج التراسل الفوري والمنتديات وذلك لما تقدمه من ميزات كثيرة تسهل التواصل بين الناس بطريقة مشوقة ولعل أشهر مثال على التدوين المصغرهو موقع Twitter.

## خصائص ويب 2.0
1- مواقع تفاعلية مع الاخرين: إن تطور الويب 2.0 اعتمد على ظهور المنصات التفاعلية مثل المدونات والشبكات الاجتماعية التي تسمح للجميع بالمشاركة والتفاعل فيها ونلاحظ مشاركة الملايين فيها يوميا وتفاعلهم مع الغير.
2- الذكاء والحس الإبداعي: هناك بعض الخدمات في الأمثلة السابقة تكاد تكون متطابقة، ولكن ما يجعل تصنيف أحدها من ويب 2.0 والأخرى من ويب 1.0 هو ذلك الحس الإبداعي وحزمة الخصائص الذكية في نفس الفكرة، على سبيل المثال، جوجل كمحرك بحث يعتبر من ويب 2.0، في الحقيقة جوجل محرك بجث ذكي جدا، وهذا فقط ما يميزه عن بقية المحركات، ذكاء المحرك والحس الإبداعي الواضح في منتجات موقع جوجل جعلته يصنف هذا التصنيف !
3- البيانات هي الأهم: العصب الرئيسي لمواقع ويب 2.0 هو التركيز على المحتوى والبيانات، طريقة عرض المحتوى، نوعية المحتوى، توفر المحتوى للجميع، الخدمات الخاصة للاستفادة التامة من هذه البيانات. بشكل أكثر بساطة يمكن أن نقول أن نوعية البيانات المعروضة وطرق الاستفادة من هذه البيانات هي التي تجعلنا نطلق على بعض المواقع بمواقع ويب 2.0.
4- نهاية دورة إنتاج البرمجيات ! : الفكرة في ويب 2.0 هو أن يقدم تطبيق الموقع كخدمة متاحة للجميع تستخدم بشكل يومي، مما يجعل من الضرورة صيانة ومتابعة التطبيق بشكل يومي أيضا، عمليات التطوير، التحديث، المتابعة الفنية والإدارية يجب أن تتم بشكل يومي، لذا فإن التطبيقات التي تعمل عليها مواقع ويب 2.0 هي تطبيقات لا تخضع لدورة حياة البرمجيات، بمعنى أن عملية التطوير مستمرة، عملية الصيانة مستمرة، عملية التحليل والتصميم دائما مستمرة طالما أن هذا الموقع يقدم خدماته، هذا الأمر يتأتى بجعل المستخدم للموقع هو مطور مساعد لفريق التطوير في هذا الموقع، عن طريق معرفة ارائه، تصرفاته مع النظام، طريقة تعاطي المستخدم مع الخصائص التي يقدمها النظام، لهذا السبب نرى أن خدمات مثل فليكر ويبريد جول وخدمة Delicious ظلت لأشهر ولسنوات تحمل شعار ssdd ss.
5- تقنيات التطوير المساندة: تتميز مواقع ويب 2.0 باستقادتها القصوى والمثلى من تقنيات التطوير المساندة، تقنيات حديثة ورائعة مثل آر إس إس وAJAX، تقنيات مشهورة مثل لغة الترميز القابلة للامتداد وتحويل لغة الأسلوب الموسع، ومحاولة الحفاظ على المعايير القياسية في التصميم من الناحية الفنية لغة رقم النص الفائق القابلة للتمديد وصفحات الطرز المتراصة أو من الناحية التخطيطية عن طريق تحقيق قابلية الوصول وقابلية الاستخدام.
6- الثقة بالزوار: في مواقع ويب 2.0، المحتوى يبنيه المستخدم أو يشارك مشاركة فعالة في بنائه، لذا فإن أحد أهم المبادئ هنا هو إعطاء الثقة الكاملة للمستخدم للمساهمة في بناء هذه الخدمة، خدمات مثل فليكر وديليشوس وويكيبيديا تمنح المستخدم الثقة الكاملة في استخدام النظام وإدراج أي محتوى يرغب بإدراجه، ومن بعد ذلك يأتي دور مراقبي الموقع أو المحررين لتصفية المحتويات التي تخالف قوانين الموقع الحبيب .
7- الخدمات، وليس حزم البرمجيات: من أهم مفاهيم ويب 2.00 هي أنها مجموعة من الخدمات متوفرة في المواقع أو في التطبيقات وليست بحد ذاتها حزمة برمجيات تقدم للاستفادة منها، على سبيل المثال، برنامج آي تيونز يعتبر من ويب 2.0 (على الرغم من انه ليس تطبيق ويب) ولكنه يقدم بحد ذاته خدمة مرتبطة بشبكة ويب ارتباط وثيق، لذا فالفكرة في هذا البرنامج هو تنظيم الملفات الصوتية ومشاركتها أو نشرها على شبكة ويب، لذا فبرنامج آي تيونز هو خدمة وليس حزمة برمجيات !
8- المشاركة: المستخدمين هم من يبنون خدمات ويب 2.0 وليس صاحب الموقع، صاحب الموقع يقدم النظام كخدمة أو كفكرة قائمة أساساً على تفاعل المستخدمين بالمشاركة في هذه الخدمة، موقع فليكر مبني على الصور الشخصية للمستخدمين، موسوعة ويكيبيديا مبنية على جهود مئات الآلاف إن لم نقل ملايين البشر الذين يكتبون يوميا معلومة جديد تفيد البشرية.
9- أنظمة تتطور إذا كثر استخدامها: تلك هي أنظمة ويب 2.0، استخدامك لموقع فليكر بكثافة على سبيل المثال، يعني أنك تطور خدمة فليكر للأفضل، مشاركاتك في خدمة ويكيبيديا يعني أنك تجعل موسوعة ويكيبيديا مصدراً مهماً للمعلومات، نشرك للروابط المفضلة لديك في موقع Delecious يعني أنك تطور هذا الموقع ليكون مرجعا مهما للروابط !
10 - الخدمة الذاتية للوصول إلى كل مكان: أحد خصائص مواقع ويب 2.0 هو إمكانية نشر الخدمة خارج نطاق الموقع، تقنيات مثل آر إس إس، صيغة أتوم وغيرها من التقنيات يمكن من خلالها إيصال محتوى الخدمة خارج نطاق الموقع، قابلية توصيل الخدمة Service Hackability هو مصطلح يطلق على هذه الفكرة، على سبيل المثال خدمة جوجل أدسنس تتيح لإعلانك الوصول إلى أي مكان، خارج نطاق موقع جوجل، وفي أماكن لا تعلم أن إعلانك يظهر بها، قابلية وصول إلى الخدمة إلى أي مكان أحد أهم خصائص خدمات ويب 2.0.

## قبل وبعد ويب 2.0
تغيرت مواقع الإنترنت كثيراً بعد ظهور تقنيات وميزات ويب 2.0 ما أسهم بفوارق كثيرة بين ما كان من ويب 1.0 وما أصبح من ويب 2.0، يقدم الجدول التالي تلخيصاً لكيفية تغير مواقع الإنترنت بعد ويب 2.0.
| ويب 1.0 | ويب 2.0 |
| --- | --- |
| مواقع شخصية، عبارة عن مواقع تقدم من خلال صاحبها ما يريده هو ويمكن للزوار الاطلاع على محتوياتها.                        | مدونات، مواقع بسيطة ذات تصميم احترافي تمكن صاحبها من إضافة المقالات بشكل متقدم، ويمكن للزوار الإطلاع على المقالات والتعليق عليها وحتى تقييمها.                               |
| مواقع جماعية، مواقع لا تختلف كثيراً عن المواقع الشخصية إلا أنها تتحدث عن مجموعة من الناس هم غالباً أعضاء في جماعة معينة. | شبكات اجتماعية، تمكن مستخدميها من عمل الملفات الشخصية وتبادل التعليقات والتعرف على الأصدقاء وتكوين الجماعات الافتراضية.                                                      |
| مواقع محتويات، مواقع تقدم لزوارها عن طريق صاحبها ملفات مختارة عبره، حيث يستطيع الجميع تنزيلها والإطلاع عليه.           | مواقع استضافة ومشاركة ملفات، تقدم لمستخدميها خدمة استضافة الملفات ومشاركتها في الإنترنت مع جميع الناس أو مع مجموعة معينة منهم، كما تقدم في بعض الأحيان خدمة النسخ الاحتياطي. |
| صفحات الأسئلة المتكررة، غالباً ما تكون جامدة ولا تتغير وتكون مقدمة عبر إدارة الموقع.                                    | الويكي، مواقع تقدم المعلومات بطريقة تشاركية حيث يستطيع الأعضاء كتابة المقالات والتعديل عليها.                                                                                |
| برمجيات بسيطة، تقدم بعض الإمكانات البسيطة لمستخدم ويب.                                                                 | تطبيقات ويب، برمجيات احترافية مقدمة عبر تقنيات ولغات برمجة ويب 2. |
| خدمات أخرى لم تكن موجودة.                                                                                              | خدمة الآر إس إس (بالإنجليزية: RSS)‏، خدمة لتبادل الأخبار المجلويبة من منتدى أو مدونة أو أي موقع آخر دون الحاجة للوصول إليه كما أنها جيدة في حالة التجوال.                     |
| تحرير وتعديل المحتوي يكون عن طريق مدير النظام.                                                                         | تحرير وتعديل المحتوي يكون عن طريق المستخدمين. |

## مميزات الويب 2.0
للويب 2.0 العديد من المميزات ومن أهمها:
	*قليل التكلفة: فمثلاً لو قام أصحاب موسوعة الويكيبيديا باستخدام الويب 1.0 لتطويرها، فإن تكلفة هذه الموسوعة ستتضاعف مئات المرات، لأن عليهم توظيف جميع الأشخاص الذين ساهموا في بنائها، أو على الأقل توظيف آلاف المشرفين الذين ينقحون ويراجعون المواد، بينما في الويب 2.0 فإن القوة الدافعة للتطبيق نفسه مزودة بالتقنيات البرمجية العالية للويب 2.0 تستطيع القيام بتنسيق جهود آلاف المتطوعين بصورة آلية.
	*أكثر سهولة في الاستخدام وأكثر انسانية من الويب 1.0: وذلك بسب المشاركة والتفاعل بين المستخدمين، فالمستخدم في الويب 1.0 يحصل على ما يريده من المعلومات بصورة سلبية، دون أن يكون هناك تفاعل بينه وبين الموقع عكس في الويب 2.0 فإن الموقع يتفاعل بصورة اجتماعية مع زواره ويسمح لهم بالتعليق والتنقيح وإضافة آرائهم مما يمنحهم شعورا بالدفء والإنسانية في علاقتهم مع موقع الإنترنت بصورة كانت مستحيلة في الويب 1.0.
	*كبر كمية الاكتشافات والاختراعات الجديدة التي أصبحت تضاف إلى رصيد الإنسانية يوميا: حفزت الطبيعة المرنة للويب 2.0 الملايين من المستخدمين/المطورين حول العالم للقيام باختراع مكونات وبرمجيات جديدة تضاف إلى مواقع الإنترنت المبنية على هذا المفهوم. وقد أدت البنية المرنة للويب 2.0 إلى تسهيل عملية استقبال وتبني هذه التقنيات بصورة شبه آلية، وبسرعة فائقة لم تكن متاحة من قبل في أي مجال من مجالات المعرفة.

## عيوب الويب
-	من أبرز عيوب الويب 2.0 أن «نموذجه المفهومي» لم ينضج بصورة كافية، فما يعنيه الويب 2.0 لبعض المستخدمين قد لا يعنيه لغيرهم، وما هو ويب 2.0 لبعض المستخدمين ربما يعد جزءا من الويب 1.0 لبعضهم الآخر، كما أن الحد الفاصل بين ما هو ويب 1.0 وما هو ويب 2.0 ليس محدداً بصورة قاطعة، وأيضاً فإن هنالك بعض المواقع المختلطة، والتي تستخدم التقنيتين معاً وبالتالي يصعب تحديد هويتها.
-	كما أن الويب 2.0 في الواقع ليست شيئاً جديدا، ولا هي إصدار محسن، بل هي امتداد تقني طبيعي للويب 1.0، فالتقنيات المستخدمة لتطوير مواقع الإنترنت في الويب 1.0 ما زالت كما هي منذ أكثر من 20 عاما، وكل ما تفعله تطبيقات الويب 2.0 هو أنها تقوم باستدعاء الوظائف القديمة للويب 1.0 ولكن في الخلفية. فصفحات الإنترنت في الويب 2.0 مثلا، رغم كل التطور الذي يبدو عليها فإنها ما زالت تستخدم بروتوكول الـ «http»، وتقنية الـ «html» البدائية، والتي تستخدمها جميع مواقع الإنترنت دون استثناء، منذ أن قام بتطويرها العالم الفيزيائي «تيم بيرنيرز – لي» في عام 1991
-	بالإضافة إلى ما سبق فإن الويب 2.0 يحتاج إلى تجهيزات أمنية عالية، وإضافات مكلفة، ومساحات واسعة في خوادم الإنترنت، وذلك لأنها تستخدم وتحدث من قبل أعداد كبيرة من المستخدمين، وليست مثلما كان الحال في الويب 1.0 حيث يقوم صاحب الموقع أو من ينوب عنه بتحديث الموقع وحده أو مع عدد قليل جداً من المعاونين الموثوق بهم، أما في الويب 2.0 فإن على صاحب الموقع أن يضع الهاجس الأمني في أعلى سلم أولوياته، وذلك نظراً لأنه لا يمكن الوثوق بكل مستخدمي الموقع، والذين يجب أن تتاح لهم – في نفس الوقت وبأبسط الطرق – كل التسهيلات الممكنة للولوج والتعديل والحذف والإضافة إلى الموقع.